# Kaina of the Great Snow Sea
Kaina of the Great Snow Sea (大雪海のカイナ, Ōyukiumi no Kaina) est une série télévisée animée japonaise créée par Tsutomu Nihei et animée par Polygon Pictures pour commémorer le 40e anniversaire du studio. La série a été créée en janvier 2023 sur le bloc de programmation +Ultra de Fuji TV. Une adaptation manga dessinée par Itoe Takemoto a commencé la sérialisation dans le magazine manga shōnen de Kōdansha Monthly Shōnen Sirius en février 2022. Crunchyroll détient la licence du manga et de l'anime. Une version française du manga est éditée par Pika Édition.
Une suite de la série prévue en film sous le nom Kaina of the Great Snow Sea: Star Sage est annoncée pour octobre 2023 au Japon.

## Synopsis
Kaina vit sur un monde recouvert d'une membrane organique appelée la canopée, créée par d'énormes arbres à flèche orbitale. Loin sous la canopée, au pied des flèches orbitales, se trouve l'interminable mer de neige, où la princesse Ririha et son pays d'Atland luttent pour survivre contre le froid et la nation rivale de Valghan. Lorsque Ririha se rend à la canopée dans une tentative désespérée de sauver son pays, elle est sauvée par Kaina, déclenchant des événements qui leur feront parcourir le monde pour découvrir ses secrets.

## Personnages
Kaina (細谷佳正)
Voix japonaise : Yoshimasa Hosoya (ja)
Ririha (リリハ)
Voix japonaise : Rie Takahashi
Yaona (ヤオナ)
Voix japonaise : Ayumu Murase
Amerote (アメロテ)
Voix japonaise : Māya Sakamoto
Olinoga (オリノガ, Orinoga)
Voix japonaise : Katsuyuki Konishi
Ngapoji (ンガポージ, Ngapōji)
Voix japonaise : Tomokazu Sugita
Handagil (ハンダーギル, Handāgiru)
Voix japonaise : Nobuyuki Hiyama
Halesola (ハレソラ, Haresora)
Voix japonaise : Ken'yū Horiuchi

## Production et supports

### Animé
La série télévisée animée originale créée par Tsutomu Nihei et animée par Polygon Pictures pour commémorer le 40e anniversaire du studio a été annoncée le 20 janvier 2022. La série est dirigée par Hiroaki Ando, écrite par Sadayuki Murai et Tetsuya Yamada, avec un thème principal de Hiroyuki Sawano et une musique de Kohta Yamamoto et Misaki Umase. Elle est diffusée du 12 janvier 2023 au 23 mars 2023 sur le bloc de programmation + Ultra de Fuji TV. Les quatre premiers épisodes ont déjà été projetés à Crunchyroll Expo 2022. Yorushika a interprète la chanson du générique de début Telepath (テレパス, Terepasu) , tandis que Greeeen interprète la chanson du générique de fin Juvenile (ジュブナイル, Jubunairu). Crunchyroll diffuse la série dans le monde entier. Medialink a autorisé la série en Asie-Pacifique et diffuse sur la chaîne YouTube Ani-One Asia.
Un film faisant suite à la série, est annoncé le 7 janvier 2023 sous le nom de Kaina of the Great Snow Sea: Star sage (大雪海のカイナ ほしのけんじゃ, Ōyukiumi no Kaina: Hoshi no Kenja). Le film garde la même équipe de réalisation et le même casting que la série et sera diffusé pour la première fois en automne au Japon.

#### Liste des épisodes
| No | Titre français                 | Titre japonais | Titre japonais        | Date de 1re diffusion |
| No | Titre français                 | Kanji          | Rōmaji                | Date de 1re diffusion |
| -- | ------------------------------ | -------------- | --------------------- | --------------------- |
| 1  | Le garçon de la Canopée        | 天膜の少年     | Ten maku no shōnen    | 12 janvier 2023       |
| 2  | La princesse de la mer Blanche | 雪海の王女     | Yuki umi no ōjo       | 19 janvier 2023       |
| 3  | Un voyage vertical             | 軌道樹の旅     | Kidōju no tabi        | 26 janvier 2023       |
| 4  | La princesse en armure         | 鎧の戦姫       | Yoroi no sen hime     | 2 février 2023        |
| 5  | Plan de sauvetage              | 救出作戦       | Kyūshutsu sakusen     | 9 février 2023        |
| 6  | La princesse captive           | 籠の中のリリハ | Kago no naka no ririh | 16 février 2023       |
| 7  | La forteresse                  | 要塞の国       | Yōsai no kuni         | 23 février 2023       |
| 8  | À la dérive                    | 漂流           | Hyōryū                | 2 mars 2023           |
| 9  | Emblème d'un royaume perdu     | 古王宮の旗標   | Koōkyū no hatajirushi | 9 mars 2023           |
| 10 | L'Architecte                   | 建設者         | Kensetsusha           | 16 mars 2023          |
| 11 | L'échelle de l'espoir          | 希望の目盛り   | Kibō no memori        | 23 mars 2023          |

### Mangas
Une adaptation manga illustrée par Itoe Takemoto a commencé la sérialisation dans le magazine manga shōnen de Kōdansha Monthly Shōnen Sirius le 26 février 2022. Le premier volume en format tankōbon est sorti le 8 décembre 2022. Crunchyroll publie le manga en anglais et dans le monde entier.
Une version française du manga éditée par Pika Édition est annoncée pour le 20 septembre 2023.

#### Liste des volumes
| no | Japonais        | Japonais          | Français          | Français          |
| no | Date de sortie  | ISBN              | Date de sortie    | ISBN              |
| -- | --------------- | ----------------- | ----------------- | ----------------- |
| 1  | 8 décembre 2022 | 978-4-06-530020-6 | 20 septembre 2023 | 978-2-81-168145-6 |
| 2  | 9 février 2023  | 978-4-06-530763-2 | 15 novembre 2023  | 978-2-81-168293-4 |
| 3  | 6 octobre 2023  | 978-4-06-533498-0 | —                 |                   |

### Œuvres

#### Édition japonaise
1. 1 2  (ja) « 大雪海のカイナ（１） », sur Kōdansha (consulté le 9 février 2022).
2. 1 2  (ja) « 大雪海のカイナ（２） », sur Kōdansha (consulté le 9 février 2022).
3. 1 2  (ja) « 大雪海のカイナ（３） », sur Kōdansha (consulté le 25 septembre 2022).

#### Édition française
1. 1 2  « Kaina of the Great Snow Sea tome 1 », sur Pika Édition (consulté le 22 juin 2023).
2. 1 2  « Kaina of the Great Snow Sea tome 2 », sur Pika Édition (consulté le 25 septembre 2023).